# Melpomene (genre)
Pour les articles homonymes, voir Melpomene.
Genre
Synonymes
- Ritalena Chamberlin & Ivie, 1941

Melpomene est un genre d'araignées aranéomorphes de la famille des Agelenidae.

## Distribution
Les espèces de ce genre se rencontrent en Amérique du Nord et en Amérique centrale.

## Liste des espèces
Selon World Spider Catalog (version 18.5, 13/09/2017) :
- Melpomene bicavata (F. O. Pickard-Cambridge, 1902)
- Melpomene chamela Maya-Morales & Jiménez, 2017
- Melpomene chiricana Chamberlin & Ivie, 1942
- Melpomene coahuilana (Gertsch & Davis, 1940)
- Melpomene elegans O. Pickard-Cambridge, 1898
- Melpomene panamana (Petrunkevitch, 1925)
- Melpomene penetralis (F. O. Pickard-Cambridge, 1902)
- Melpomene plesia Chamberlin & Ivie, 1942
- Melpomene quadrata (Kraus, 1955)
- Melpomene rita (Chamberlin & Ivie, 1941)
- Melpomene singula (Gertsch & Ivie, 1936)
- Melpomene solisi Maya-Morales & Jiménez, 2017
- Melpomene transversa (F. O. Pickard-Cambridge, 1902)

## Publication originale
- O. Pickard-Cambridge, 1898 : Arachnida. Araneida. Biologia Centrali-Americana, Zoology. London, vol. 1, p. 233-288 (texte intégral).